# Anne Heintze

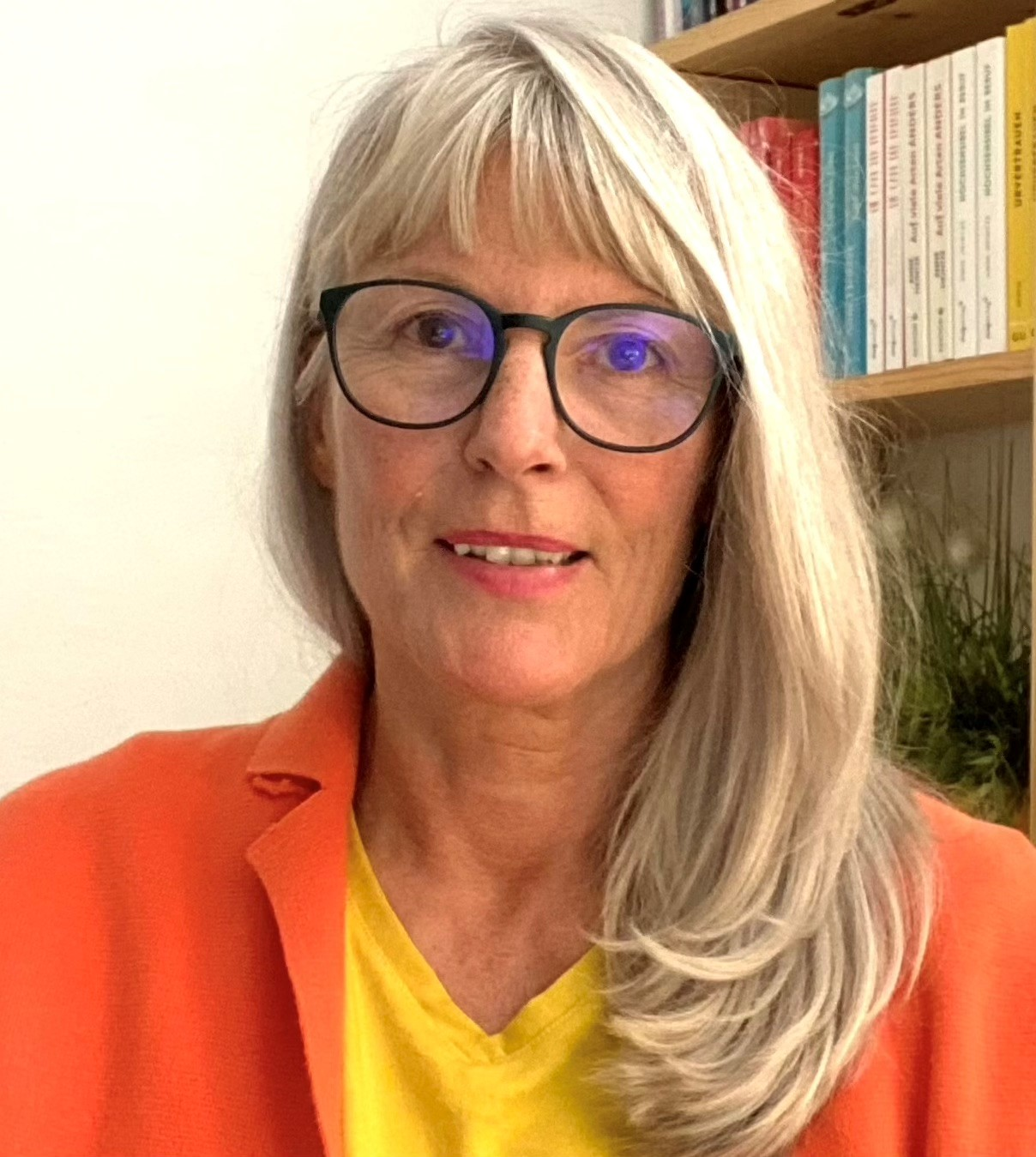
Anne Heintze

Anne Heintze (* 14. Juli 1960 in Gütersloh) ist eine deutsche Autorin und Heilpraktikerin. Sie hat mehrere Ratgeber-Bücher verfasst, überwiegend zu den Themen Hochbegabung und Hochsensibilität.

## Publikationen (Auswahl)
- Auch kleine Stiche machen Seelenwunden. Mikroverletzungen heilen, neue Lebensfreude gewinnen. Gräfe und Unzer Verlag, München 2021, ISBN 978-3-8338-7970-8.
- Urvertrauen: Wie du Heimat findest in dir selbst. Gräfe und Unzer Verlag, München 2020, ISBN 978-3-8338-7322-5.
- Hochsensibel im Beruf: Wie du dank deiner Empfindsamkeit erfolgreich wirst. mvg Verlag, München 2019, ISBN 978-3-7474-0094-4.
- Mit Harald Heintze: Die Gabe der Empathen: Wie du dein Mitgefühl steuerst und dich und andere stärkst. mvg Verlag, München 2018, ISBN 978-3-86882-917-4.
- Erotische Intelligenz: Hochsensibel lieben und sinnlich leben. Integral Verlag, München 2017, ISBN 978-3-7787-9277-3.
- Seelenpartner – Liebe ohne Limit: Bedingungslose Liebe finden und schenken. Heyne Verlag, München 2017, ISBN 978-3-7474-0094-4.
- Auf viele Arten anders: die vielbegabte Scanner-Persönlichkeit. Ariston Verlag, München 2016, ISBN 978-3-424-20116-1.
- Außergewöhnlich normal: hochbegabt, hochsensitiv, hochsensibel; wie Sie Ihr Potential erkennen und entfalten. Ariston Verlag, München 2013, ISBN 978-3-424-20094-2.